# KORAIL

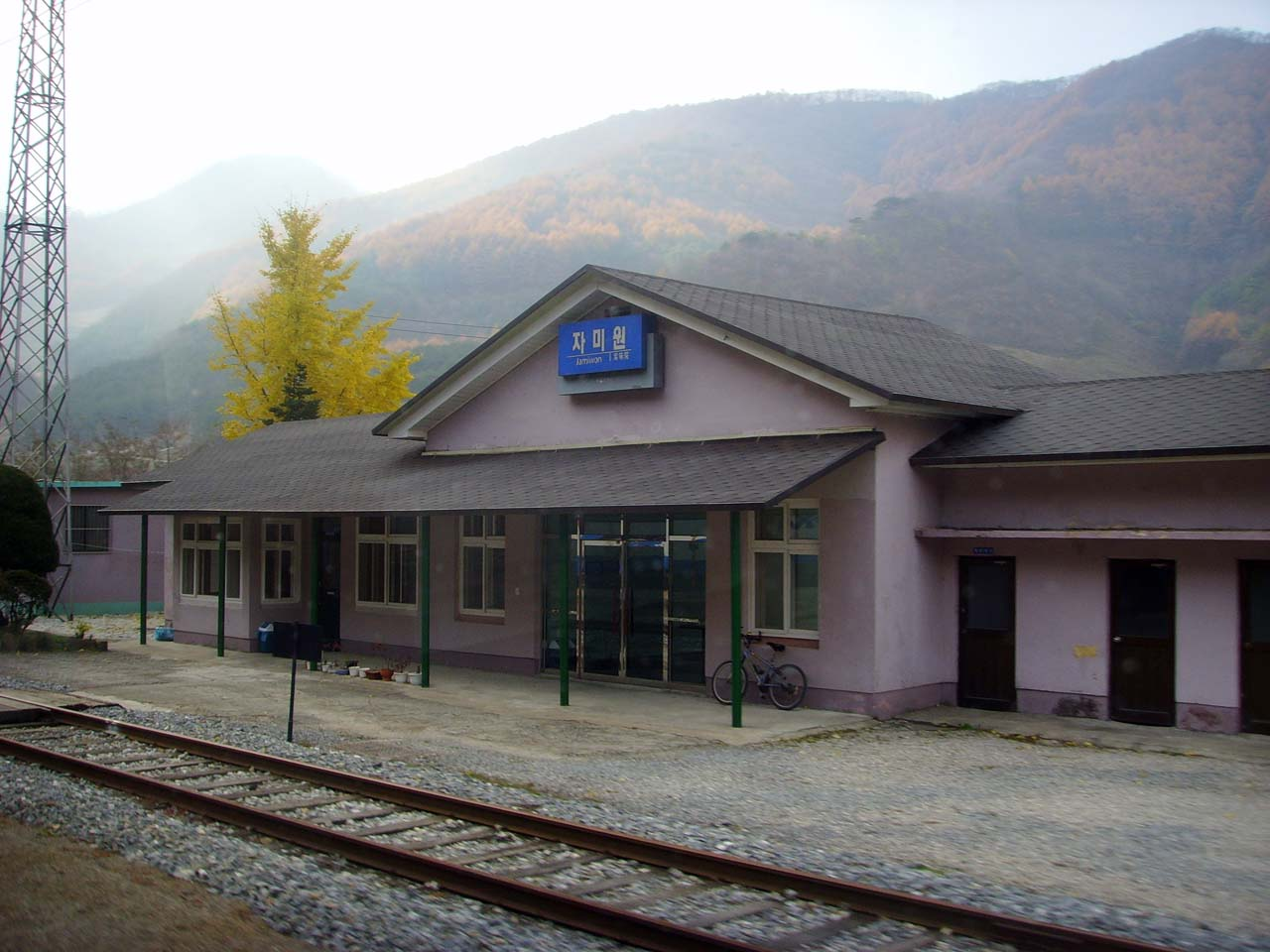
En av Korails stationer.

KORAIL, egentligen Korea Railroad Corporation, är den sydkoreanska statliga järnvägen. De kör passagerar- och frakttåg, både nationellt och lokalt. Huvudkontoret ligger i Daejeon.
Företaget grundades 1 september 1963 som Korean national railroad (KNR). De bytte senare namn, och antog sin nuvarande logga 2003. År 2005 splittrades företaget i två delar. Korail fick transportsektorn, medan Korea Rail Network Authority fick ansvaret över spåren.

## Tågtrafiken
Korail kör på alla långdistansrutter i Sydkorea, liksom de flesta lokaltågen. Gyeongbu-linjen med sina höghastighetståg, kallade KTX (Korea Train Express), på en parallellbana som går mellan de två största städerna, Seoul och Busan, är den tyngst belastade linjen. Den andre linje som har KTX är Honam-linjen.

## Tunnelbana
Korail tunnelbanenät består av 104 stationer och har 150 tåguppsättningar. Tågen går i intervallerna från 1,7 till 8 minuter under rusningstid och 3,6 till 15 minuter under övrig tid. Ungefär 2 177 000 personer åker dagligen i Korails lokaltåglinjer.